# Identité sociale

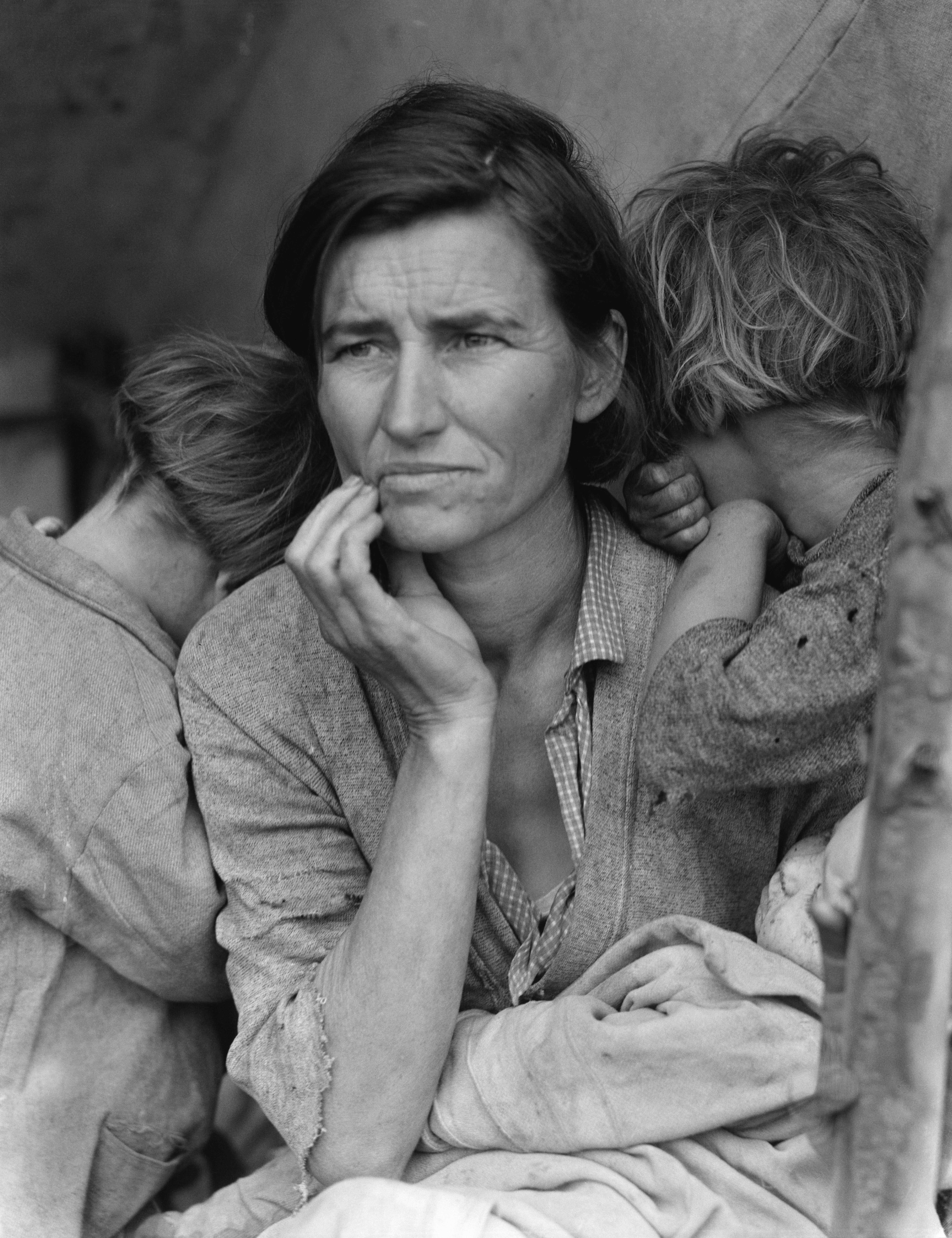
À la vue d'une personne, un observateur humain peut mettre du sens et nommer une catégorie sociale. Il peut ainsi ici voir une "mère" ou une "personne pauvre" ou donner un autre sens encore.

Une identité sociale est la source d'action à laquelle un observateur peut attribuer du sens, c'est-à-dire, que les actions des diverses entités sociales dans un contexte donné, sont déterminées par les identités sociales qui sont surtout des histoires produisant du sens et orientant les interactions.
Une identité sociale peut s'appliquer à des personnes, des institutions, des organisations et toute autre construction sociale observable.
Elle se crée lors d'interactions sociales et à travers les discours, le sens posé par les acteurs sociaux.
L'identité sociale n'existe qu'à travers les histoires relationnelles ;  c'est une formation sencée, contextualisée. Elle est source de l'action sociale car  elle est déterminante lors des interactions sociales.

## Définitions

### Sociologie relationnelle
Pour la sociologie relationnelle, l'identité sociale désigne tout le contenu sémantique et source d'action s'étant construit au fil des interactions sociales, et donnant une forme reconnaissable à une entité sociale donnée.
Une entité devient identité sociale au fil des interactions sociales et des histoires qui construisent un récit sensé, un narratif la concernant. Ce sens construit lors des interactions, c'est-à-dire, socialement, permet à un observateur donné de la reconnaître, d'avoir une opinion la concernant ou de la classer dans une catégorie sociale existante. Par définition cette formation n'est pas explicable par la biologie ou la physique; elle relève du social :
« Je généralise l'identité à toute sources d'action, toute entité à laquelle un observateur peut attribuer du sens qui n'est pas explicable par des régularités biophysiques. Ces régularités sont subséquentes au contexte social en tant qu'environnement, où la personne apparaîtra comme un amalgame d'identités. »
La définition conceptuelle qu'Harrison White  donne à l'identité sociale comporte cinq niveaux  :
1. L'identité est une recherche d'appui dans un environnement totalement incertain[3] ;
2. L'identité est un attribut reconnaissable, une « face », comme chez E. Goffman[3] ;
3. L'identité est un amalgame entre le conformisme et la liberté : elle a une individualité, mais aussi des paradoxes [3];
4. L'identité est tel qu'entendu dans le sens commun : un identifiant personnel[3] ;
5. L'identité est une sensibilité qui fait se sentir appartenir à l'humanité, se sentir une personne[3].

Elle est vue comme l'unité fondamentale des sciences sociales, selon ce courant de pensée.